# Barry Bowen
Sir Barry Mansfield Bowen, född 19 september 1945, död i en flygplanskrasch den 26 februari 2010, var en belizisk buteljeringsmagnat, politiker och entreprenör. Han var den näst rikaste beliziska medborgaren år 2010. Hans affärsintressen var bland andra Bowen and Bowen, Ltd. som hans far grundade, och som är Coca Colas buteljeringsföretag i Belize, samt Belize Brewing Company, som brygger ölet Belikin. Bowen tjänade även som en före detta medlem i senaten i Belize och People's United Partys finansman. I december 2007 dubbade Elizabeth II Bowen som Knight Commander of the Order of St Michael and St George.